# پیر لسکیور
پیر لسکیور (انگلیسی: Pierre Lescure؛ زادهٔ ۲ ژوئیهٔ ۱۹۴۵) روزنامه‌نگار، مجری تلویزیون و چهره رسانه‌ای اهل کشور فرانسه است. وی در سال ۲۰۱۴ جایگزین ژیل ژاکوب شد و ریاست جشنواره فیلم کن را به عهده گرفت.

## فیلم‌شناسی
- یک روز در موزه